# 莊奴
黃河（1921年2月22日—2016年10月11日），曾用名王景羲，常用筆名莊奴，出生於中華民國北平，祖籍河南安陽，臺灣華語流行歌曲作詞人。

## 生平
王景羲1921年出生於北京，1939年考入中華新聞學院，之後考入了位於成都的空軍機械學校學習地勤。後為掩飾身份，改名黃河。1945年畢業後，前往武漢機場，同年日本投降，因為在文藝方面的造詣，又被調到了軍隊文工團。
1949年，黃河隨中華民國國軍來台灣，初期在陸軍總司令部下屬報紙《精忠報》任職，閒暇之餘在報上發表文章、詩詞，同時為軍歌填詞。他在讀到宋朝晁補之詩句「莊奴不入租，報我田久荒」之後很受感動，自此取筆名「莊奴」。1952年，以軍歌〈英雄愛國上戰場〉榮獲五四文藝獎。1982年，於第十八屆國軍文藝金像獎獲獎。
1958年，天南電影公司開拍歌舞片《水擺夷之戀》，作曲家周藍萍主動向導演唐紹華推薦素不相識的莊奴寫詞；唐紹華讚賞莊奴寫的〈願嫁漢家郎〉、〈姑娘十八一朵花〉，並誇獎周藍萍有眼光；從此，莊奴正式為國語歌曲寫詞。
莊奴合作過最多次的作曲人是左宏元（常用筆名「古月」）與翁清溪（常用筆名「湯尼」）。之後成為台灣詞壇泰斗、與中國的喬羽和香港的黃霑被稱為「詞壇三傑」一生創作了3000多首歌詞作品，很多成為經典傳唱至今，鄧麗君、高凌風、鳳飛飛等許多歌手當年正是因為唱了他的歌而迅速走紅。其中，影響力最大的算是鄧麗君。鄧麗君一生唱了500多首歌曲，百分之八十都是他來填詞，《甜蜜蜜》、《小城故事》、《又見炊煙》、《原鄉人》、這些耳熟能詳的歌全出自他手，鄧麗君說過：沒有莊奴就沒有鄧麗君！
1992年，莊奴與重慶市女子鄒麟結婚，從此經常往返於台灣與重慶；2012年莊奴獲重慶市人民政府授予「榮譽市民」稱號，同年定居重慶市璧山區。
2016年10月11日清晨6時11分，莊奴在重慶醫科大學附屬第一醫院逝世，享耆壽95歲。

## 外部連結
- 莊奴90後音樂人生故事的Facebook專頁
- 莊奴在互联网电影资料库（IMDb）上的資料（英文）
- 莊奴在香港影庫上的簡介